# Marxismo-leninismo

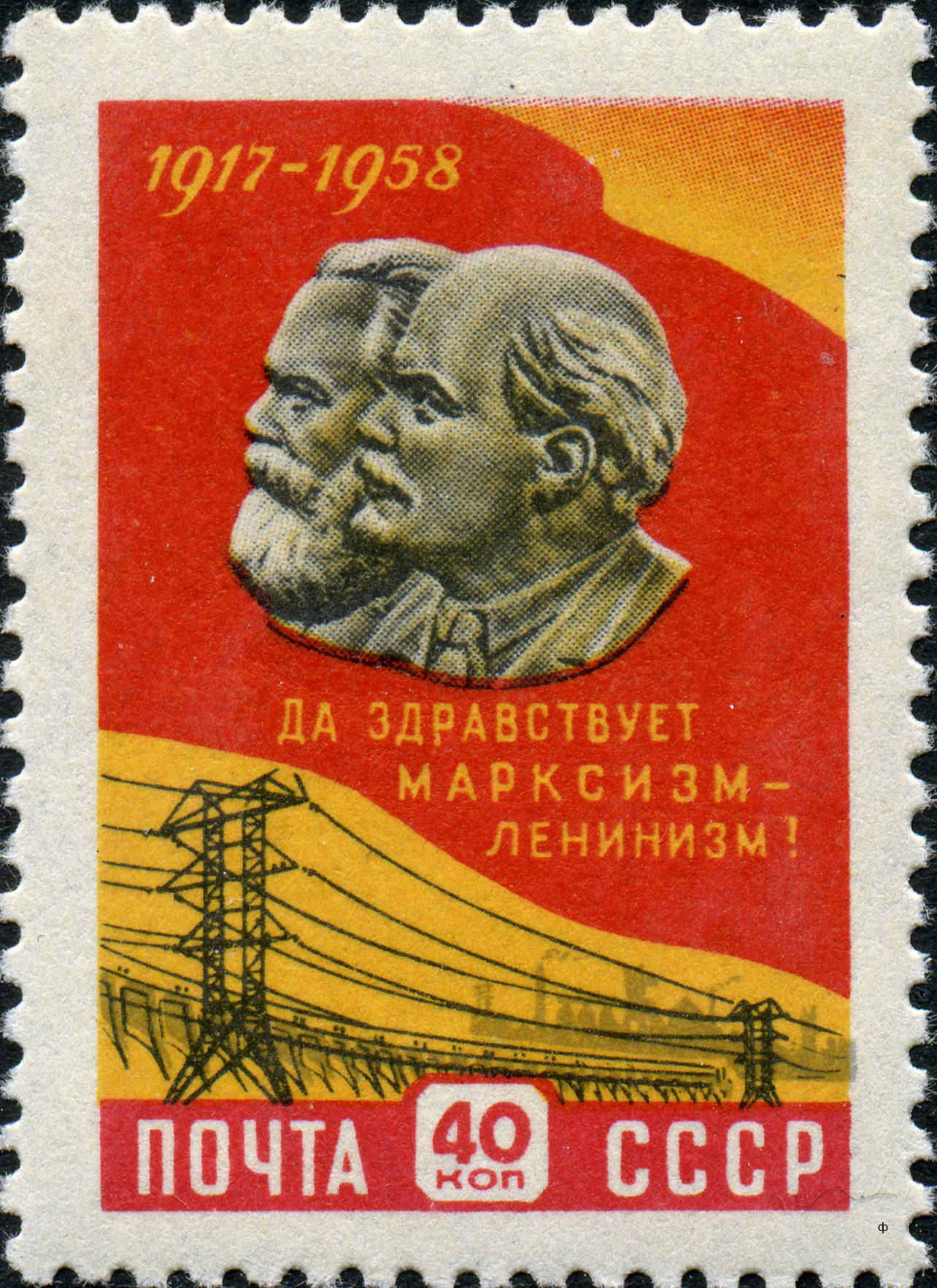
Francobollo sovietico raffigurante i volti di Marx e Lenin con la dicitura «Viva il marxismo-leninismo!»

Il marxismo-leninismo è un'ideologia comunista che fu la principale del movimento comunista nel corso del ventesimo secolo. Costituì l'ideologia ufficiale dell'Unione Sovietica e del Comintern, e successivamente del blocco orientale e di numerosi altri paesi del campo socialista. Descritto come il frutto del pensiero sviluppato da Marx e Engels e della successiva opera di adattamento alle condizioni concrete di una nuova epoca storica portato avanti da Lenin, costituisce un sistema integrato di filosofia, economia politica e dottrina politica finalizzato a indirizzare e risolvere il problema della trasformazione della società.
Secondo tale visione, le prime due componenti forniscono la base teorica dell'azione politica, che da esse deriva il suo carattere scientifico e che le completa, facendo seguire alla teoria l'applicazione pratica. Ideologia ufficiale del Partito Comunista dell'Unione Sovietica, nel corso della campagna di bolscevizzazione favorita dal Comintern a partire dal 1924 presso i partiti sezione della Internazionale Comunista, il marxismo-leninismo venne ripreso come ideologia ufficiale anche dagli altri partiti comunisti orientati verso l'Unione Sovietica di Stalin, e per questo motivo prende presso i critici anche il nome di stalinismo (indicante più propriamente da un punto di vista storico l'azione politica esclusiva di Stalin).

## Definizione
Il marxismo-leninismo si articola in tre componenti:
- il materialismo dialettico e il materialismo storico,[5] che compongono la base filosofica del marxismo-leninismo. Questi vengono considerati la guida pratica nella costruzione del socialismo e del comunismo;
- l'economia politica analizza i rapporti tra persone nella produzione e nella società. Marx invece ha sempre parlato di una critica dell'economia politica;
- la dottrina politica, poi detta socialismo scientifico e anche comunismo scientifico in contrapposizione alla socialdemocrazia - si definisce come la scienza della lotta di classe proletaria e dell'edificazione della società socialista e comunista.[6] Presso Stalin tuttavia si parlava ancora dell'insegnamento della lotta di classe e del socialismo.[7]

L'obiettivo del marxismo-leninismo è lo sviluppo di uno Stato reso socialista dalla leadership di una avanguardia rivoluzionaria composta da rivoluzionari di professione, parte organica della classe operaia, la quale acquista la propria coscienza socialista attraverso la dialettica della lotta di classe. Lo stato socialista, che secondo il marxismo-leninismo si esprime attraverso la "dittatura del proletariato", viene principalmente o esclusivamente governato dal partito dell'avanguardia rivoluzionaria attraverso il processo del centralismo democratico, che Lenin descrisse come «libertà di discussione», ma «unità d'azione». Il partito comunista (o comunque operaio) diventa la suprema istituzione politica dello Stato e la forza primaria dell'organizzazione sociale. Il marxismo-leninismo punta allo sviluppo del socialismo e alla piena realizzazione del comunismo, in un sistema sociale senza classi con proprietà comune dei mezzi di produzione e piena uguaglianza sociale di tutti i membri della società. Per raggiungere questo obiettivo, il partito comunista si concentra principalmente sullo sviluppo intensivo dell'industria, della scienza e della tecnologia, che costituiscono la base per una continua crescita delle forze produttive e per l'aumento del flusso di ricchezza materiale. Tutte le terre e le risorse naturali sono di proprietà pubblica e pubblicamente gestite, con diverse forme di proprietà pubblica delle istituzioni sociali.
Il Partito Socialista Unificato di Germania definiva la dottrina marxista-leninista come:
(SED, Der Marxismus-Leninismus)

## Storia

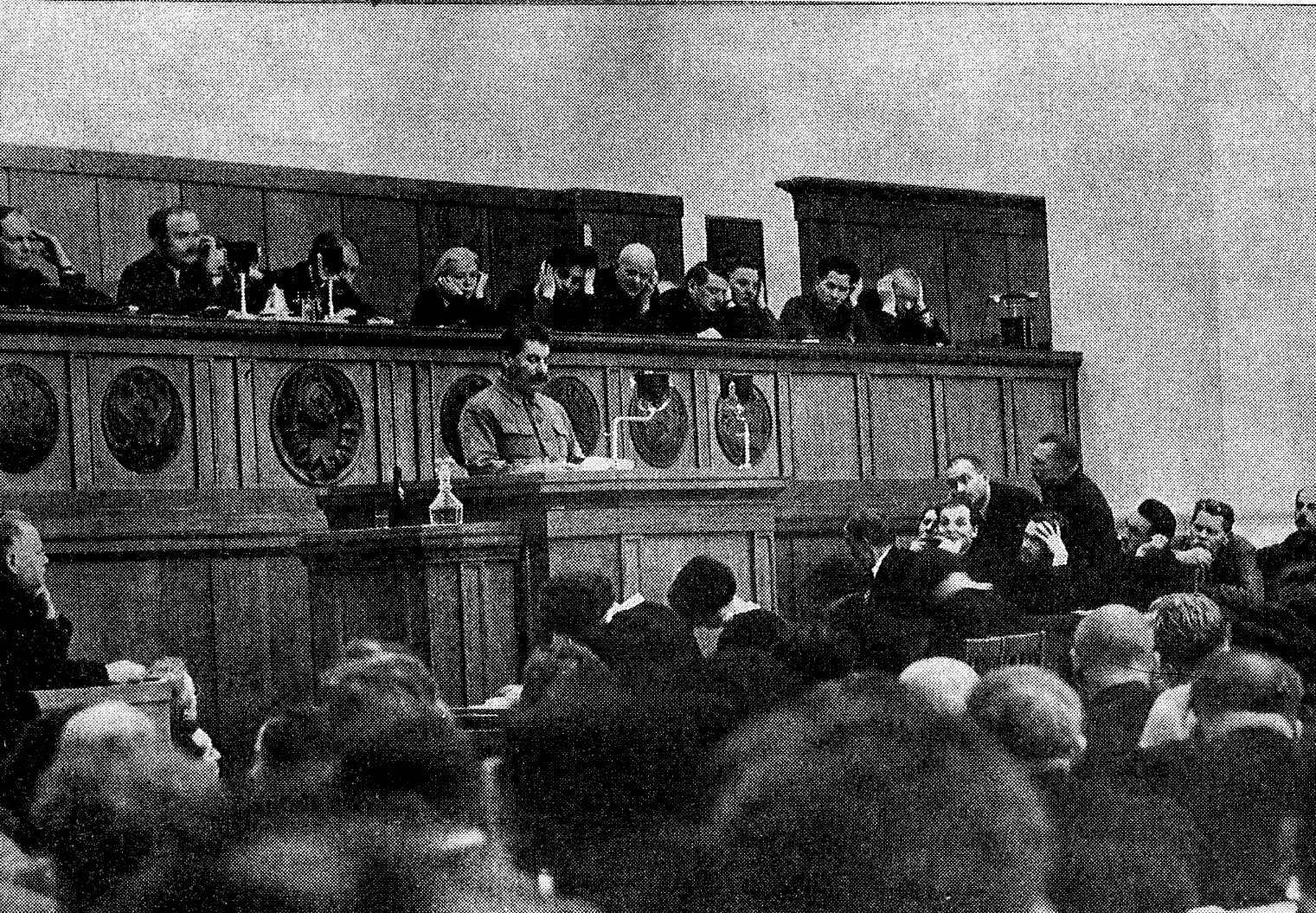
L'intervento di Stalin al XVII Congresso del PCU(b).

Lenin non ha mai riassunto la propria ideologia politica né con il termine di "leninismo", utilizzato inizialmente in chiave negativa dai detrattori, né con quello di "marxismo-leninismo". I concetti ebbero fortuna dopo la sua morte, nei diverbi tra gruppi di opposizione e di governo sul "vero marxismo", e soprattutto dopo che Stalin ebbe creato un vero e proprio culto della personalità di Lenin per presentare la propria politica come la diretta continuazione dell'opera del leader bolscevico, in contrasto con l'opposizione di sinistra riunita intorno a Trockij.
Stalin secondo le fonti avrebbe parlato pubblicamente per la prima volta del marxismo-leninismo alla fine del suo resoconto al XVII Congresso del Partito Comunista di tutta l'Unione (bolscevico) il 26 gennaio 1934, auspicando di "non coprire la deviazione di alcuni compagni dal marxismo-leninismo, bensì di criticarli audacemente".
Allora si trattava di una composizione di parole che solo più tardi avrebbe acquisito un significato nuovo e maggiore: fu nel 1938 nel Corso breve di storia del Partito bolscevico, redatto dall'apposita commissione del Comitato centrale del PCU(b), che tale pensiero e la stessa storia del partito acquisirono la forma di un dogma. In quell'anno vennero istituite in URSS le prime Università di marxismo-leninismo come una delle istituzioni del livello superiore della formazione partitica. Tale disciplina divenne in seguito elemento di grande importanza nei sistemi scolastici dei paesi socialisti: nella Repubblica Democratica Tedesca, per esempio, la dottrina del marxismo-leninismo costituiva una materia obbligatoria presso ogni università, istituto superiore e istituto tecnico. Anche i docenti e i collaboratori scientifici avevano l'obbligo di partecipare continuamente ai corsi di marxismo-leninismo. Per questo scopo, ogni università ed istituto superiore possedeva un proprio "Istituto di marxismo-leninismo", o era sezione del rispettivo Istituto nazionale, del quale gli istituti tecnici e professionali erano divisioni.
Il marxismo-leninismo, creato nella fase di incontrastata leadership di Stalin, riflette in modo rilevante l'interpretazione di quest'ultimo del pensiero di Marx, Engels e Lenin, ed è pertanto identificato con lo stesso stalinismo da alcuni critici, come i trotskisti e i sostenitori di altre tendenze politiche del socialismo rivoluzionario, che pur richiamandosi a Lenin, contestano l'utilizzo del marxismo-leninismo come legittimazione di una politica repressiva e come pretesto per dare una base filosofica agli interessi della propria casta politica.
Tuttavia, il termine "marxismo-leninismo" rimase in uso presso i partiti comunisti, come anche presso quelli socialisti, che all'epoca erano a loro politicamente vicini, anche dopo il XX Congresso del PCUS e le critiche ufficiali avanzate da Nikita Chruščëv allo stalinismo, seguito dall'avvio del processo di destalinizzazione. Decisiva per il superamento del marxismo-leninismo fu invece la perestrojka, che portò nel 1987 all'annuncio da parte di Michail Gorbačëv della rinuncia del PCUS al monopolio ideologico, dopodiché la dirigenza riformista del partito si avviò verso la costruzione di un sistema impostato sul socialismo democratico.

## Ideologie derivate

### Maoismo

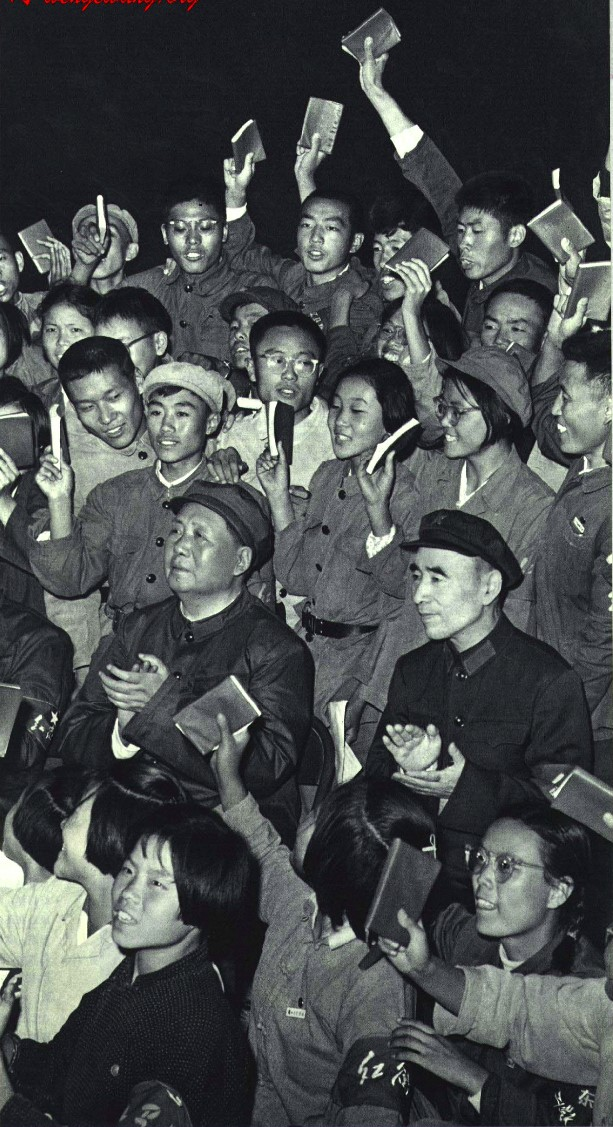
Mao Zedong con vari militanti che mostrano il suo Libretto rosso.

Già prima della morte di Stalin, avvenuta il 5 marzo 1953, erano sorte tensioni tra l'Unione Sovietica e la Cina di Mao Zedong, che più tardi si sarebbero radicalmente sviluppate fino a dare luogo alla crisi sino-sovietica. L'Unione Sovietica e la Repubblica Popolare Cinese, allora, si autodefinivano ambedue i veri eredi del marxismo-leninismo. Il Partito Comunista Cinese, affermando di aver adattato le idee del marxismo-leninismo (cioè anche le opere di Stalin) alle particolari condizioni cinesi, rivendicò la validità universale delle proprie elaborazioni. La variante del marxismo-leninismo elaborata da Mao ha successivamente ricevuto il nome di "maoismo" dalla storiografia. Tutti i partiti e i movimenti comunisti simpatizzanti con il Partito Comunista Cinese e con le elaborazioni di Mao Zedong hanno ripreso questa variante del marxismo-leninismo, orientandosi politicamente al maoismo. Dalla liberalizzazione dell'economia cinese sotto Deng Xiaoping nei primi anni 1980 e l'instaurazione del cosiddetto socialismo con caratteristiche cinesi, la maggior parte dei partiti maoisti - anche quelli occidentali - ha ritenuto che il governo cinese abbia abiurato i principi del maoismo (e quindi del marxismo-leninismo), perseguendo delle politiche revisioniste.
Il termine "marxismo-leninismo" è spesso utilizzato dalle organizzazioni e dai partiti maoisti come componente del proprio nome, per distinguersi da altri partiti comunisti, in genere accusati di revisionismo. Tranne in Nepal e in India, nessuno dei partiti politici maoisti gioca un ruolo decisivo nella politica del proprio paese.

### Juche
Nella Corea del Nord l'ideologia della Juche ha dal 1977 sostituito il marxismo-leninismo. Le opere di Kim Il-sung e di Kim Jong-il fanno sempre riferimento alla "bandiera rossa innalzata del marxismo-leninismo e dell'idea Juche", e alla particolare importanza della lotta contro il revisionismo, il dogmatismo e il formalismo. Secondo l'ideologia della Juche, la rivoluzione potrebbe essere fatta solo dal popolo e il socialismo deve basarsi sulle specifiche condizioni culturali, politiche e storiche del rispettivo paese, pertanto non vi può essere nessuna adozione formale del modello di un altro paese socialista.
Forte enfasi viene posta sull'indipendenza nazionale, vista come un requisito necessario per la vittoria della rivoluzione.
Inoltre, invece di una gerarchia basata sulle convenzioni sociali o sulle classi, il governo coreano si prefigge di dividere la popolazione nelle tre classi di contadini, lavoratori e samuwon (intellettuali e lavoratori professionisti), dove ogni settore è egualmente importante. La classe samuwon consiste di impiegati, piccoli commercianti, burocrati, professori e scrittori, ed è stata creata col fine di incrementare l'educazione e l'alfabetizzazione della Corea del Nord.
La maggior parte delle nazioni comuniste considera soltanto i contadini e/o i lavoratori, come in URSS dove gli intellettuali non erano una classe a sé stante bensì una zona intermedia tra il proletariato e la borghesia. Questa particolarità è inoltre presente nel simbolo dello Juche, in cui un pennello accompagna la classica falce e martello.

### Titismo
In che misura il titismo della ex Jugoslavia sia assimilabile a questa tendenza marxista rimane controverso. Malgrado compaiano anche nel titismo degli elementi come il culto della personalità di Tito o l'alleanza con il ceto contadino, altre caratteristiche, come l'autogestione dei lavoratori e il bilanciamento delle rappresentanze etniche, lo distinguevano dal marxismo-leninismo classico.

### Castrismo
Sebbene fosse leninista, Fidel Castro rimase critico nei confronti del marxista-leninista Stalin. Secondo Castro, Stalin "commise gravi errori - tutti sanno del suo abuso di potere, della repressione e della sua caratteristiche personali, il culto della personalità". Allo stesso tempo, Castro riteneva che le politiche di Stalin fossero state decisive nella sconfitta del nazismo.
A differenza di altre figure comuniste, Castro era contrario al culto della personalità e all'"abolizione" della religione, considerata da lui "oppio dei popoli" solo se essa non venga utilizzata a fini sociali, non promuova la fratellanza, e venga strumentalizzata da chi è al potere.
Castro adottò una politica sociale relativamente conservatrice su molte questioni, contrastando l'uso di droghe, il gioco d'azzardo, l'omosessualità e la prostituzione, che considerava come mali morali. Invece, sostenne il duro lavoro, i valori della famiglia, l'integrità e l'autodisciplina.

### Hoxhaismo
Prende il nome dal leader albanese Enver Hoxha, fautore di una visione politica improntata alla strenua difesa dell'esperienza stalinista e quindi critica nei confronti di ogni altra declinazione del pensiero comunista, tacciata di revisionismo.

## Punti di critica
Caratteristici per la canonizzazione del marxismo chiamata "marxismo-leninismo", in linea con l'ortodossia della socialdemocrazia classica, sono oltre al culto della personalità di Lenin, Stalin e altri capi di stato, in particolare la creazione di una filosofia marxista e di una teoria economica dogmatiche. I critici spesso mettono in dubbio la continuità con l'opera di Marx ed Engels. Mentre è vero che Engels si è riferito al materialismo storico, Marx ed Engels non hanno mai parlato di materialismo dialettico, un concetto che deriva da Joseph Dietzgen, o di teoria del lavoro socialmente necessario, espressione usata per la prima volta da Karl Kautsky, così come, pur criticando l'economia politica (del capitalismo), non hanno in alcun modo creato una propria teoria economica socialista.
Le differenze tra le correnti ideologiche correlate non sono tanto di natura filosofica, ma rappresentano piuttosto il risultato di una certa pressione economica e sociale, che di solito ha portato a una rottura tra Stati amici a regime socialista (Jugoslavia-Unione Sovietica; Cina-Unione Sovietica; Albania-Cina; ecc...) e che è espressione di interessi nazionali diversi. A questo proposito le opinioni del partito avversario sono spesso definite revisioniste. Così, per esempio, il maoismo soleva definire la politica sovietica post-stalinista come revisionista. Lo stesso vale per le critiche di revisionismo da parte dei comunisti più anziani a Nikita Chruščёv, Alexander Dubček, Michail Gorbačëv e altri leader "riformatori".
Un'altra caratteristica particolare del marxismo-leninismo è il suo poco chiaro atteggiamento verso il fascismo. Se durante il nazionalsocialismo c'era stata ancora una sottovalutazione del fascismo, molte dittature militari politicamente di destra furono in seguito descritte come "fasciste". A questo ha contribuito la caratterizzazione del fascismo fatta da Georgi Dimitrov, la cui tesi divenne classica perché passò come risoluzione durante il XIII Plenum ampliato del Comitato esecutivo dell'Internazionale Comunista, nel dicembre 1933. La tesi di Dimitrov descrive il fascismo come «la dittatura terroristica aperta dei più reazionari, dei più sciovinisti e più imperialisti elementi del capitale finanziario». Secondo questa interpretazione, non solo le dittature in Italia e in Germania erano da considerarsi fasciste, ma anche il regime Sanacja in Polonia, la dittatura dello Zar bulgaro, il regime nel Regno di Jugoslavia, l'Austrofascismo del Fronte Patriottico in Austria, il regime di Chiang Kai-shek nella Repubblica di Cina come anche i Betar sionisti.
Invece, per Lev Trockij - uno dei marxisti più risoluti nella critica del marxismo-leninismo - il fascismo non era solo una forma estrema del capitalismo; anche il fattore soggettivo era decisivo per lui. Il fascismo avrebbe quindi solo potuto essere vittorioso, se i governanti fossero stati in grado di basarsi su un movimento di massa del ceto medio radicalizzato. Qui a differenza di altre correnti di pensiero, l'analisi che il marxismo-leninismo, in particolare il maoismo, fa del fascismo è principalmente morale e meno sociologica. Così i gruppi maoisti in Turchia descrivono il proprio paese come fascista.
Indipendentemente dalle differenze filosofiche, i critici tendono a considerare le seguenti caratteristiche politiche dei vari regimi del socialismo reale, tra i quali figura anche l'Albania sotto Enver Hoxha, come dei tratti comuni del marxismo-leninismo:
- lo spiccato culto della personalità rivolto nei confronti del leader nazionale
- il concetto di socialismo in un solo paese, così come un'accentuata propensione al nazionalismo
- la dittatura di un partito, anziché di una democrazia dei soviet, ad eccezione della Germania Est, con un formale pluripartitismo sotto il controllo del partito principale (monopartitismo di fatto)
- la proclamazione del ceto contadino a classe rivoluzionaria, contrariamente all'ortodossia marxista, che lo relegava al cosiddetto sottoproletariato, negandogli dunque una qualsiasi significativa valenza politica
- la pressoché totale assenza di autogestione dei lavoratori
- la presenza di un apparato statale fortemente burocratizzato e centralizzato
- l'ateismo di Stato come prassi, il cosiddetto ateismo marxista-leninista, con il culto consentito solo se autorizzato e sotto tutela statale (in Germania Est forte laicismo non ateo, in Albania ateismo stabilito in Costituzione con divieto di culto, a Cuba l'ateismo di stato fu abbandonato nel 1992)

## Il marxismo-leninismo oggi

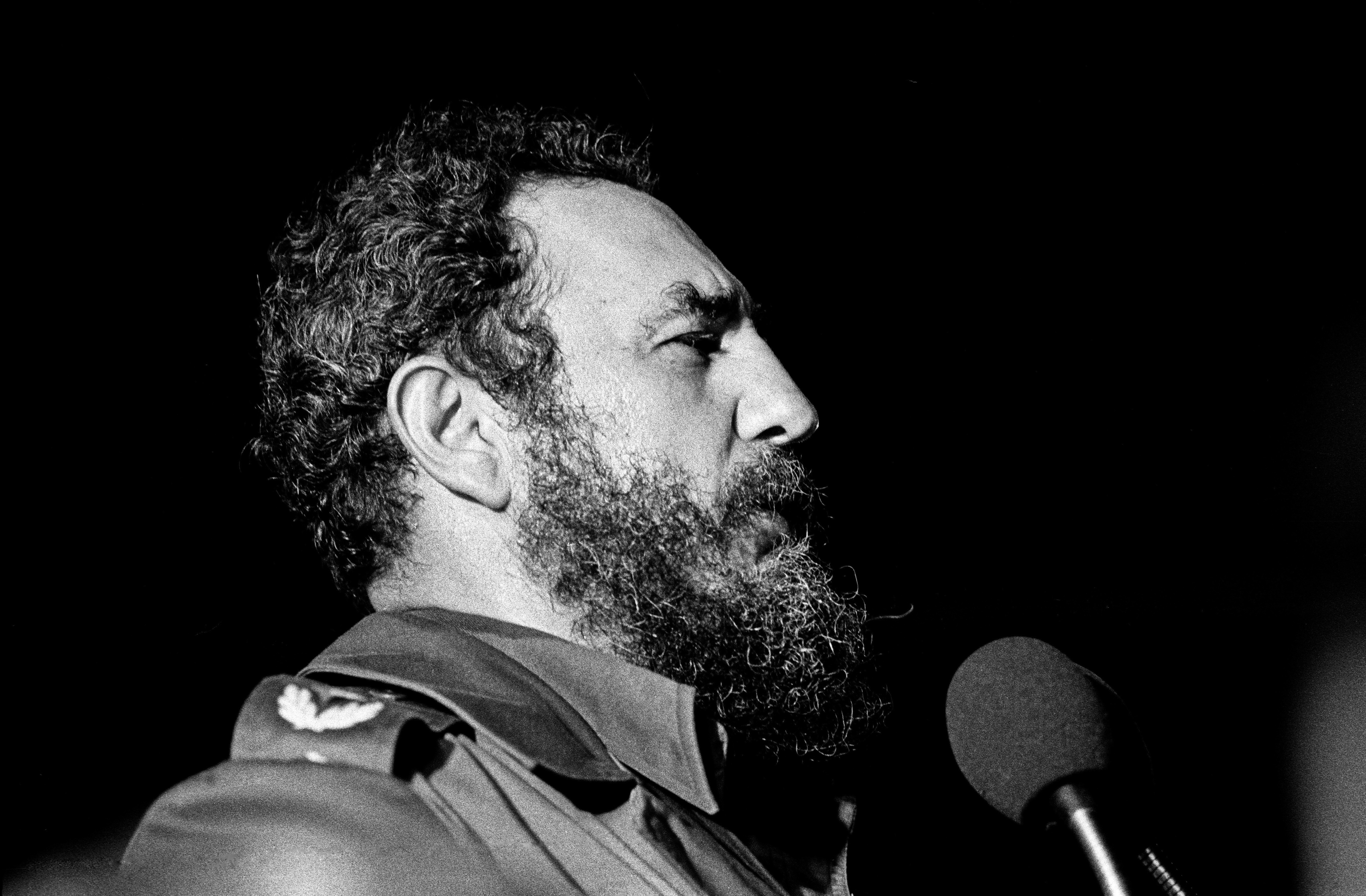
Il leader cubano Fidel Castro parla a un comizio a l'Avana, 1978.

Al giorno d'oggi sono quattro gli stati - la Repubblica di Cuba, la Repubblica Popolare Cinese (nella forma del socialismo con caratteristiche cinesi), la Repubblica Socialista del Vietnam e la Repubblica Popolare Democratica del Laos - che riferiscono al marxismo-leninismo la dottrina ufficiale del proprio paese. Fino al crollo del socialismo reale nel biennio 1989-1991, la maggior parte dei partiti comunisti del mondo dichiarava il marxismo-leninismo la base dei propri principi teorici, anche se soggetto a condizioni considerevolmente modificate. A livello di partito, esistono tuttora soggetti asiatici come il Partito Comunista d'India, il Partito Comunista delle Filippine a richiamarsi al marxismo-leninismo, ma anche dei gruppi paramilitari come Sendero Luminoso in Perù, il Partito Comunista Nepalese in Nepal e l'EPL in Colombia. Molti partiti, in particolar modo d'ispirazione e di tradizione eurocomunista o socialista latinoamericana, si sono invece da decenni distanziati dal marxismo-leninismo ufficiale (ad eccezione del Partito Comunista Cubano), riferendosi separatamente al marxismo e al leninismo. Il Partito Comunista Italiano si distaccò definitivamente dal marxismo-leninismo sotto la segreteria di Enrico Berlinguer.
In Europa l'organizzazione che mantiene aperta la prospettiva marxista-leninista è l'Iniziativa dei Partiti Comunisti e Operai d'Europa, che raccoglie tutti i partiti comunisti europei di matrice marxista-leninista, in genere marginali.